# Sengkemang
Sengkemang is een bestuurslaag in het regentschap Siak van de provincie Riau, Indonesië. Sengkemang telt 1042 inwoners (volkstelling 2010).